# Johann Bernhard von Westerholt
Johann Bernhard von Westerholt (* um 1600; † 26. Juni 1664) war ein römisch-katholischer Geistlicher und Domherr in Münster und Hildesheim.

## Leben

### Herkunft und Familie
Johann Bernhard von Westerholt entstammte dem westfälischen Adelsgeschlecht von Westerholt und war der Sohn des Bernhard von Westerholt zu Lembeck und dessen Gemahlin Sybilla von Altenbochum. Sein Bruder Bernhard († 1609) war Domherr in Münster und Propst von St. Mauritz in Münster, Matthias Herr zu Lembeck.

### Wirken
Mit dem Erhalt der Tonsur am 1. Februar 1619 wurde er auf ein geistliches Leben vorbereitet. Die kurfürstliche Provision auf die Dompräbende des Domherrn Rotger von Asbeck legte er am 3. August 1619 und nahm die Pfründe am 2. September in Besitz. Mit der Aufschwörung auf die Geschlechter Westerholt, Lembeck, Altenbochum, Recke, Kule, Wittorp, Bicken und Knyphausen wurde er am 29. August 1622 emanzipiert. Zunächst suspendiert, kam am 29. Juli 1628 die Bitte um Studienurlaub in Italien. Offensichtlich hat er hier ein Studium absolviert, denn am 21. Mai 1634 wurde Johann Bernhard zum Subdiakon geweiht. Am 8. Dezember 1638 wurde er auch Domherr in Hildesheim. Vom Kurfürsten Ferdinand erhielt Johann Bernhard den Befehl, sich um die Kinder des am 18. November 1638 in den Kriegswirren in Vechta erschossenen Bernhard von Westerholt zu Hackfort (Generalwachtmeister) zu kümmern. Am 11. Juni 1653 optierte er das Archidiakonat Billerbeck nach dem Tode des Domherrn Rembert Ketteler.